# Гарт (округ, Джорджія)
Шаблон:StateAbbr_ 34°21′ пн. ш. 82°58′ зх. д. / 34.35° пн. ш. 82.96° зх. д.
Округ  Гарт (англ. Hart County) — округ (графство) у штаті  Джорджія, США. Ідентифікатор округу 13147.

## Історія
Округ утворений 1853 року.

## Демографія
За даними перепису 
2000 року 
загальне населення округу становило 22997 осіб, зокрема міського населення було 5702, а сільського — 17295.
Серед мешканців округу чоловіків було 11326, а жінок — 11671. В окрузі було 9106 домогосподарств, 6615 родин, які мешкали в 11111 будинках.
Середній розмір родини становив 2,92.
Віковий розподіл населення поданий у таблиці:
| Стать    | До 15 років | 15-21 | 22-29 | 30-39 | 40-49 | 50-65 | 65-85 | Понад 85 |
| -------- | ----------- | ----- | ----- | ----- | ----- | ----- | ----- | -------- |
| Чоловіки | 2388        | 996   | 1078  | 1650  | 1628  | 1989  | 1486  | 111      |
| Жінки    | 2157        | 883   | 1032  | 1586  | 1631  | 2182  | 1919  | 281      |

## Суміжні округи
- Оконі, Південна Кароліна — північ
- Андерсон, Південна Кароліна — північний схід
- Елберт — південь
- Медісон — південний захід
- Франклін — захід

## Виноски
1. ↑  U.S. Decennial Census. United States Census Bureau. Архів оригіналу за 12 травня 2015. Процитовано 23 червня 2014.
2. ↑  Historical Census Browser. University of Virginia Library. Архів оригіналу за 11 серпня 2012. Процитовано 23 червня 2014.
3. ↑  Population of Counties by Decennial Census: 1900 to 1990. United States Census Bureau. Архів оригіналу за 2 лютого 2019. Процитовано 23 червня 2014.
4. ↑  Census 2000 PHC-T-4. Ranking Tables for Counties: 1990 and 2000 (PDF). United States Census Bureau. Архів оригіналу (PDF) за 18 грудня 2014. Процитовано 23 червня 2014.
5. ↑  State & County QuickFacts. United States Census Bureau. Архів оригіналу за 7 червня 2011. Процитовано 16 лютого 2014.(англ.) Наведено за англійською вікіпедією.
6. ↑  American FactFinder. Бюро перепису населення США. Архів оригіналу за 21 травня 2008. Процитовано 31 січня 2008.

| США | Це незавершена стаття з географії США. Ви можете допомогти проєкту, виправивши або дописавши її. |